# Carsta Genäuß
Carsta Genäuß-Kühn, née le 30 novembre 1959 à Dresde, est une kayakiste est-allemande.
Elle est sacrée championne olympique de kayak biplace sur 500 mètres aux Jeux olympiques d'été de 1980 à Moscou. 
Elle est championne du monde de kayak biplace sur 500 mètres en 1981 à Nottingham, en 1983 à Tampere et en 1985 à Malines. Elle est également championne du monde de kayak à quatre sur 500 mètres en 1978 à Belgrade, en 1981 à Nottingham, en 1983 à Tampere et en 1985 à Malines.